# Ińsko
Ińsko (germană Nörenberg; cașubiană Nerbarg) este un oraș în Polonia.